# Ophiusa tumiditermina
Ophiusa tumiditermina  là một loài bướm đêm thuộc họ Erebidae. Nó được tìm thấy ở Châu Phi, bao gồm Nam Phi, Zambia và Príncipe.

## Hình ảnh

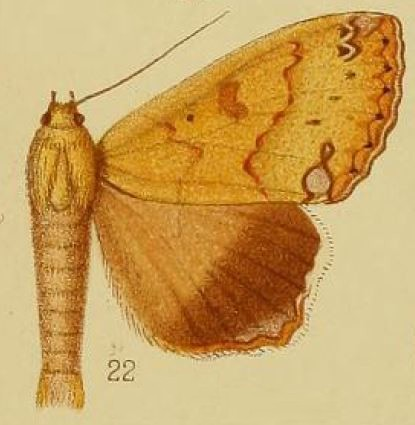